# Isoperla mohri
Isoperla mohri és una espècie d'insecte plecòpter pertanyent a la família dels perlòdids.

## Hàbitat
En el seu estadi immadur és aquàtic i viu a l'aigua dolça, mentre que com a adult és terrestre i volador.

## Distribució geogràfica
Es troba a Nord-amèrica: els Estats Units (Kentucky, Arkansas, Illinois, Kansas, Louisiana, Missouri, Texas i Oklahoma).